# 小行星6955
小行星6955（6955 Ekaterina）是一颗绕太阳运转的小行星，为主小行星带小行星。该小行星于1987年9月25日发现。

## 轨道参数
小行星6955的轨道半长轴为3.1082076 UA，离心率为0.173。